# Kościół św. Mikołaja w Przybynowie
Kościół św. Mikołaja w Przybynowie – zabytkowy katolicki kościół parafialny zlokalizowany w Przybynowie w województwie śląskim, w powiecie myszkowskim, w gminie Żarki.

## Historia
Parafia rzymskokatolicka św. Mikołaja była wymieniana w źródłach po raz pierwszy w 1306, ale zapewne jej początki sięgają 2. połowy XIII w. Pierwszy kościół drewniany św. Piotra i Pawła Apostołów wspomniany jest w 1306, kiedy został obrabowany przez najemnych żołnierzy. Pisze o nim Jan Długosz w "Liber Beneficiorum" w 1470. Kościół przetrwał przypuszczalnie około 250 lat. W 1595 w Przybynowie stał już kościół murowany, zbudowany prawdopodobnie w połowie XVI w. na miejscu poprzedniego, sfinansowany zapewne przez fundację Myszkowskich. Był on krótszy o ⅓ od dzisiejszego kościoła, wieżę z podłużnym piramidalnym zwieńczeniem posiadał od frontu. Pokryty był gontem, nie miał sklepienia, lecz pułap. Pierwotnie renesansowy, przebudowany został w 1770 w stylu barokowym. Proboszczem był wówczas ks. Marcin Koźlicki, a przebudowę ufundował hrabia Adam Męcicki, starosta bodaczowski. Konsekracja nastąpiła 22 lipca 1777, a dokonał tego Ignacy Kozierowski – biskup sufragan gnieźnieński. W pierwszej połowie XIX w. świątynia znacznie podupadła. W 1862 poddano ją gruntownemu remontowi. Wieżę pokryto wówczas blachą. W 1863 konsekrował go ponownie po remoncie biskup Maciej Majerczak, administrator diecezji kieleckiej. Kościół ten nie uniknął pożaru, podczas którego stopiły się dwa dzwony umieszczone w wieży kościelnej. Było to w 1849. Dzwony odlane potem na miejscu przez Jana Żucha z Żarnowca zabrali Austriacy. Po nieudanym odlewie nowych dzwonów w 1926 sprowadzono z Węgrowca obecnie używane o wadze 607 kg. W latach 1911–1912 staraniem ks. Adama Adamka powiększono kościół dodając dwa przęsła, arkady, zakrystię i nową kopulastą wieżę. Cały kościół pokryto dachówką. 
Do rejestru zabytków kościół wpisano 18 marca 1960 pod numerem 428/60 oraz 14 marca 1978 pod numerem 224/78 (obecnie nr rejestru zabytków woj. śląskiego: A/913/2021 z 25 listopada 2021).

## Wyposażenie
W kościele znajduje się kilka obrazów. Najważniejszy to obraz Matki Bożej z Dzieciątkiem, który podobno tutejszemu kościołowi ofiarował król Jan III Sobieski. Dawniej ściany i ołtarze zdobiły 24 kryształowe lustra. W 1962, za kadencji ks. Stanisława Poroszewskiego, wnętrze kościoła zostało odmalowane i odnowiono ołtarz główny. Księża Janusz Rakowski i Roman Cer poczynili starania o to by w latach 1995-1996 kościół pokryto blachą miedzianą.

## Galeria

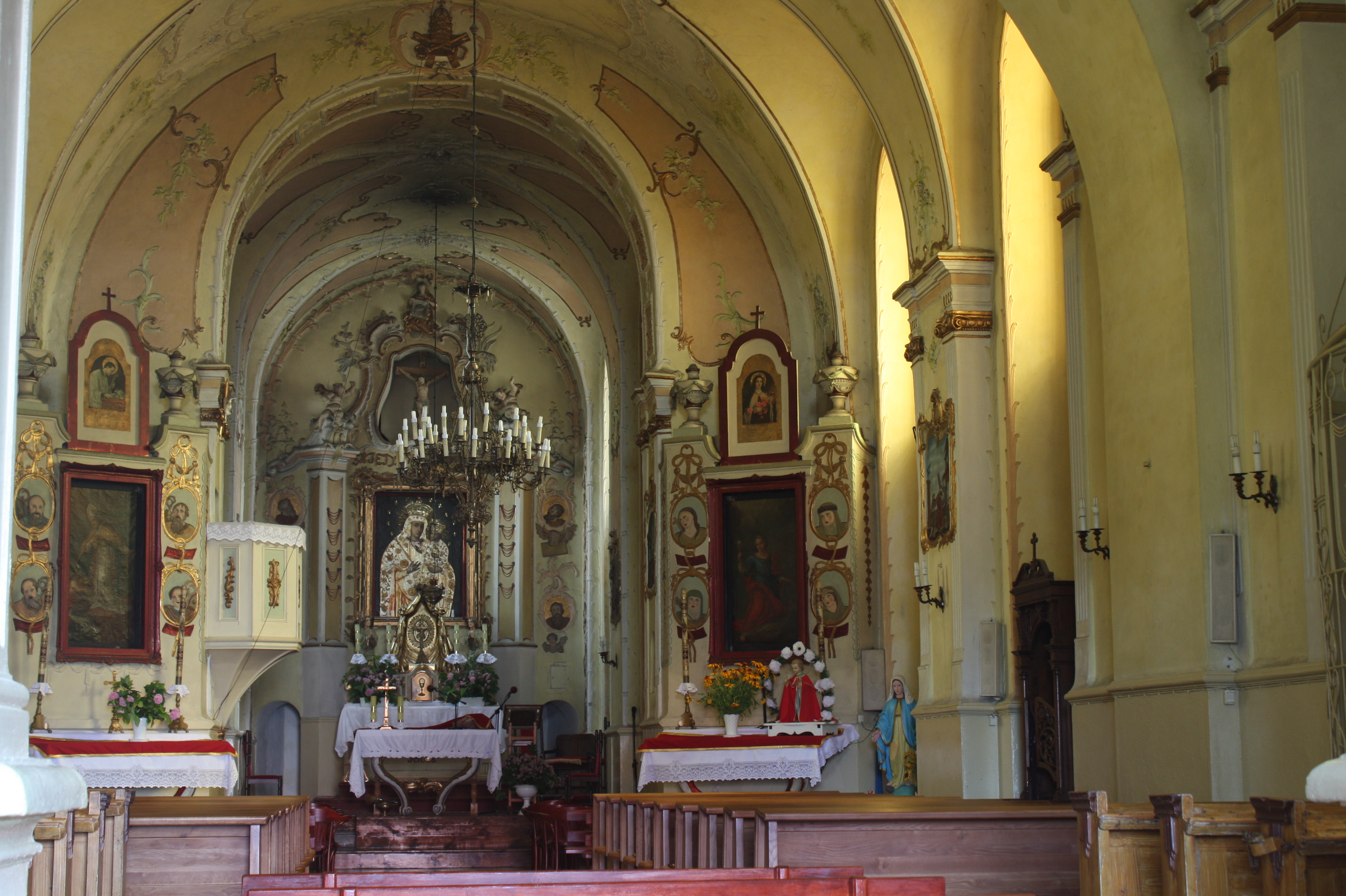
Wnętrze z ołtarzem
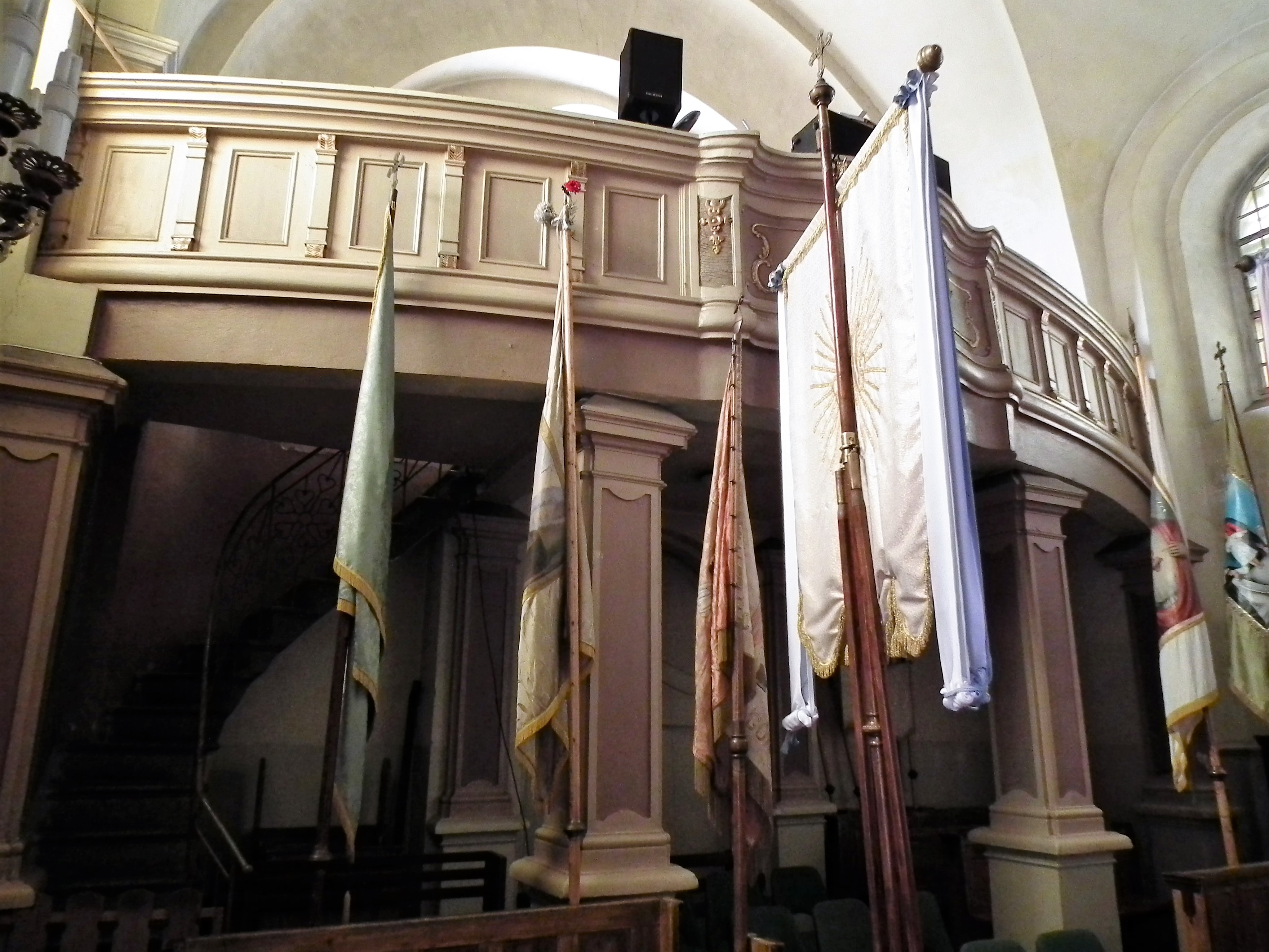
Chór
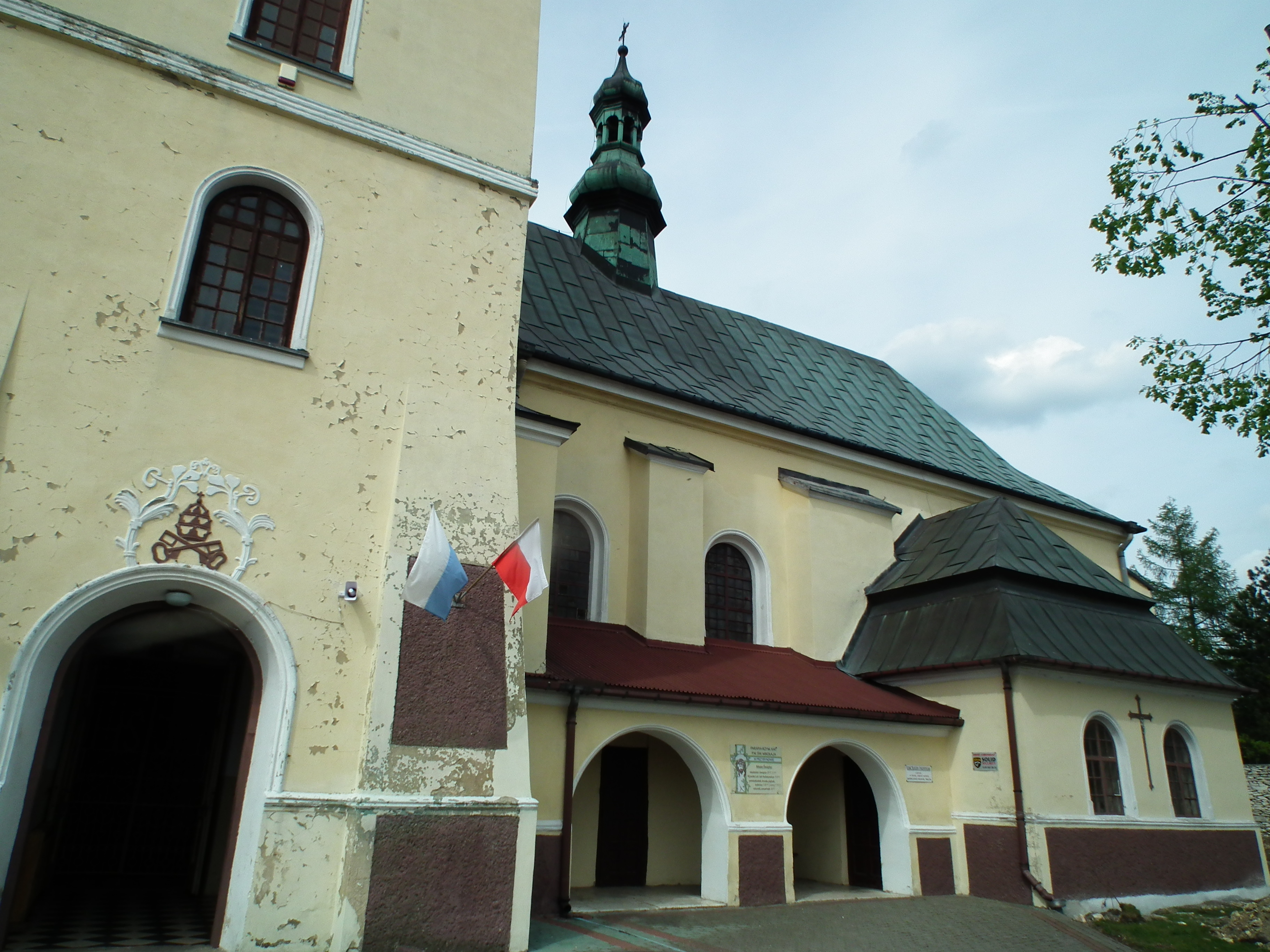
Elewacja boczna